# Шах-Фазиль
Шах-Фазиль (кирг. Шах-Фазил күмбөзү) —  крупный историко-архитектурный комплекс среднеазиатского зодчества, сочетающий в себе памятники разных эпох.
Расположен в поселении Гулистан, Ала-Букинский район, Джалал-Абадская область, Кыргызстан, в 10 км от города Кербен.
Представляет большую научно-историческую ценность так как является единственным комплексом Средней Азии, обнаруживающим следы древнего фаллического культа. Это указывает на то что сам комплекс возник в доисламскую эпоху как святилище фаллического культа у священной горы Арча-Мазар. Позднее, в состав комплекса, помимо самой горы, вошли памятники разных периодов исламской эпохи: мавзолей Аламбердара XIX в., пещера святого отшельника, место казни 2 772 арабских воинов-шахидов Кыргын-Мачет, мечеть XVIII - XIX в.в., мавзолей Шах-Фазиль XI в., рядом с которым расположен вертикально установленный камень в форме фаллоса, а также мавзолей Сафид-Буленд (или Сафед-Булон) XIX в.
Характерной чертой памятников является сочетание наружного аскетизма с богатством внутреннего декора, представленного орнаментальной ганчевой резьбой с частичной подсветкой синих, голубых, жёлтых и красных цветов.
Реставрационные работы проводились в 1980-е, затем повторно в 2003 году.
Все памятники издавна являлись местом паломничества для среднеазиатским мусульман.